# The Warning (рок-группа)
The Warning (англ. «Предупреждение») — рок-группа родом из города Монтеррей (Мексика, штат Нуэво-Леон), образованная в 2013 году тремя сёстрами Вильярреаль Велез: Даниэлой (гитара, ведущий вокал, фортепиано), Паулиной (ударные, ведущий и бэк-вокал, фортепиано) и Алехандрой (бас-гитара, фортепиано, бэк-вокал).

## История

### Ранние годы
Сёстры Вильярреаль Велес выросли в мексиканском городе Монтеррей, где с ранних лет обучались игре на фортепиано и других музыкальных инструментах. Увлечение музыкальной игрой Rock Band привело их к рок-музыке. Играя вместе в Rock Band, Даниела и Паулина выбрали в качестве своих основных инструментов ритм-гитару и ударные соответственно. Когда самая младшая из сестёр, семилетняя Алехандра, стала играть вместе с ними в 2013 году в качестве басс-гитариста, сёстры решили сформировать power trio-группу. Вместе они разучивали популярные рок-песни и регулярно публиковали записи своих каверов на YouTube. Много лет спустя, когда группа приобретёт популярность, The Warning отдаст дань уважения компьютерной игре, которая вдохновила их заниматься рок-музыкой: две композиции из репертуара группы попадут в трек-лист Rock Band 4.
Широкую популярность группа получила в 2014 году, когда исполнительницам было от 9 до 14 лет. Их кавер на Enter Sandman группы Metallica получил вирусную популярность на YouTube, собрав за короткое время более 26 миллионов просмотров. Ролик привлёк внимание гитариста Metallica Кирка Хэмметта, особенно похвалившего исполнение барабанщицы Паулины.

### 2015—2020: Независимые исполнители
Благодаря популярности ролика и поддержке учителя Алехандры басс-гитариста Пабло Гонсалеса Сарре из Los Claxons) группа начала свою деятельность на профессиональной основе, подыскивая выгодное предложения от рок-лейблов и начав запись собственных песен. Через GoFundMe им удалось собрать средства на запись своего дебютного альбома Escape the Mind, состоящего из шести композиций. Альбом вышел в 2015 году.
Первый полноценный альбом группы The Warning XXI Century Blood вышел в 2017 году. Клип к титульной песне получил несколько наград на кинофестивалях, а сама песня была исполнена группой на разогреве концерта The Killers в Монтеррее в 2018 году.
Второй альбом Queen of the Murder Scene вышел в 2018 году В 2019 году The Warning приняла участие в Rock al Parque, крупнейшем рок-фестивале Латинской Америки. В 2020 году группа планировала совершить крупное турне по Северной Америке, однако из-за эпидемии COVID-19 оно было отменено.

### 2020 — наше время: контракт с Lava/Republic Records

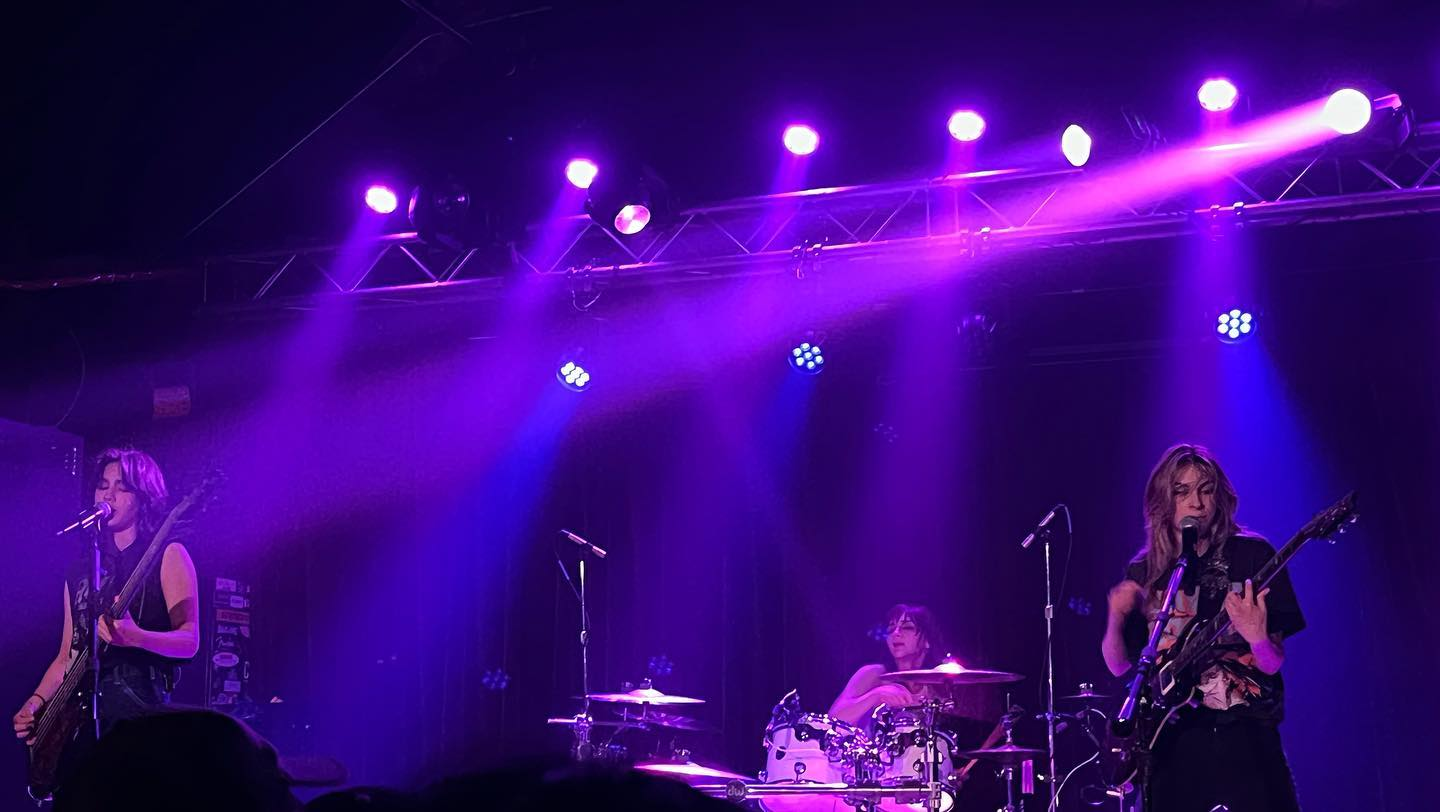
Выступление The Warning в Бостоне в 2022 году.

В августе 2020 года The Warning подписала контракт с Lava Records на выпуск пяти альбомов и начала работу над новым альбомом с продюсером Дэвидом Бендетом. В 2021 году группа приняла участие в трибьют-альбоме The Metallica Blacklist, записав новый кавер Enter Sandman вместе с певицей Алессией Карой. Этот кавер позднее попадёт в саундтрек компьютерной игры Marvel's Midnight Suns и сериала «Несовершенные».
В октябре 2021 года выходит мини-альбом Mayday, и в 2022 году группа наконец отправляется в турне по Северной Америке.

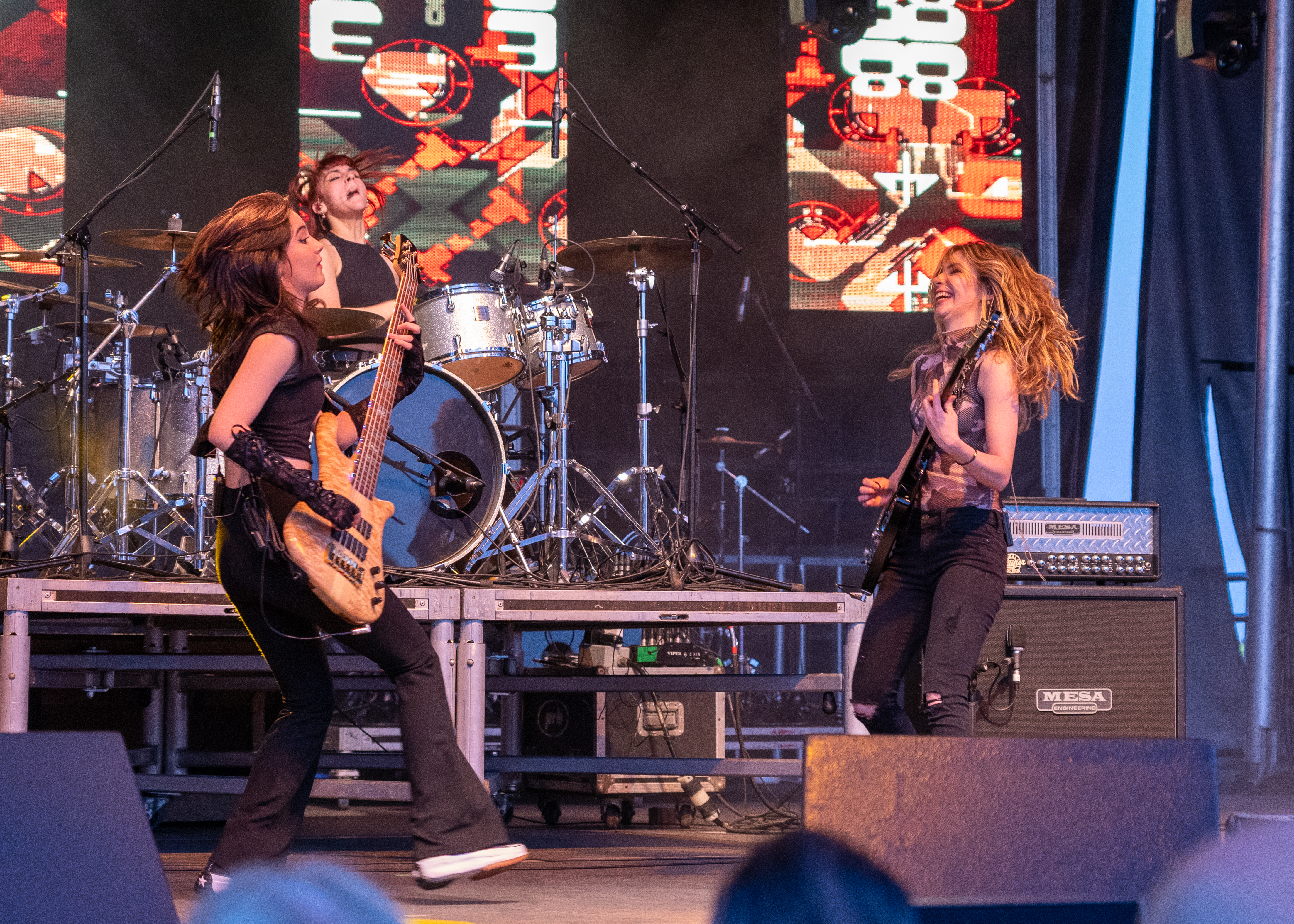
The Warning на выступлении в Берлингтоне (Онтарио) в 2022 году.

Сингл Money, выпущенный в марте 2022 года, достиг 31 позиции в чарте Billboard Mainstream Rock Airplay Полноценный альбом Error, куда вошли композиции из Mayday, сингл Money и семь новых песней, вышел в июне 2022 года. В июле 2022 года Группа вновь отправилась в турне по Северной Америке.

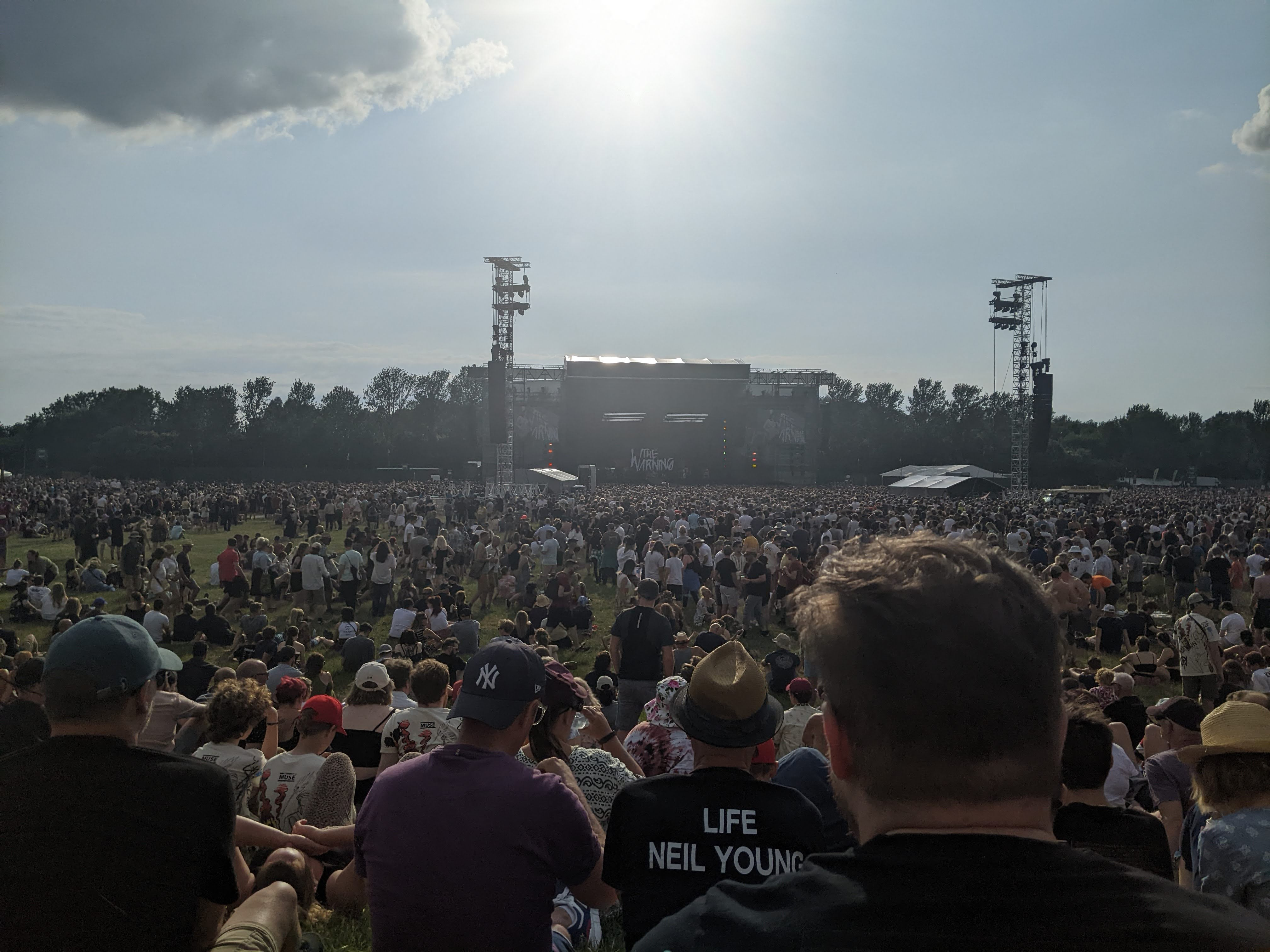
The Warning на разогреве группы Muse в 2023 году, Milton Keynes Bowl, Великобриания

Первую половину 2023 года группа провела в туре Will of the People World Tour группы Muse в Мексике и Европе. В сентябре 2023 года The Warning выступила на MTV Video Music Awards. В октябре группа отметила своё десятилетие концертом в Pepsi Center WTC (Мехико).
Весь 2023 год группа записывала новый материал для своего нового альбома, выпустив синглы «S!CK», «Hell You Call a Dream», «Qué Más Quieres», «Automatic Sun» and «Burnout». В апреле 2024 года группа отправилась в европейский тур по 19 городам В июле 2024 года The Warning посетила Японию с туром по приглашению Band-Maid. Во время тура группа записала совместную с Band-Maid композицию «Show Them», которая вышла в виде сингла в августе 2024 года и вошла в альбом Band-Maid Epic Narratives.
Четвёртый альбом Keep Me Fed, куда вошли шесть синглов и шесть новых песен, вышел 28 июня 2024 года. В поддержку своего альбома The Warning выступила на шоу Jimmy Kimmel Live!.

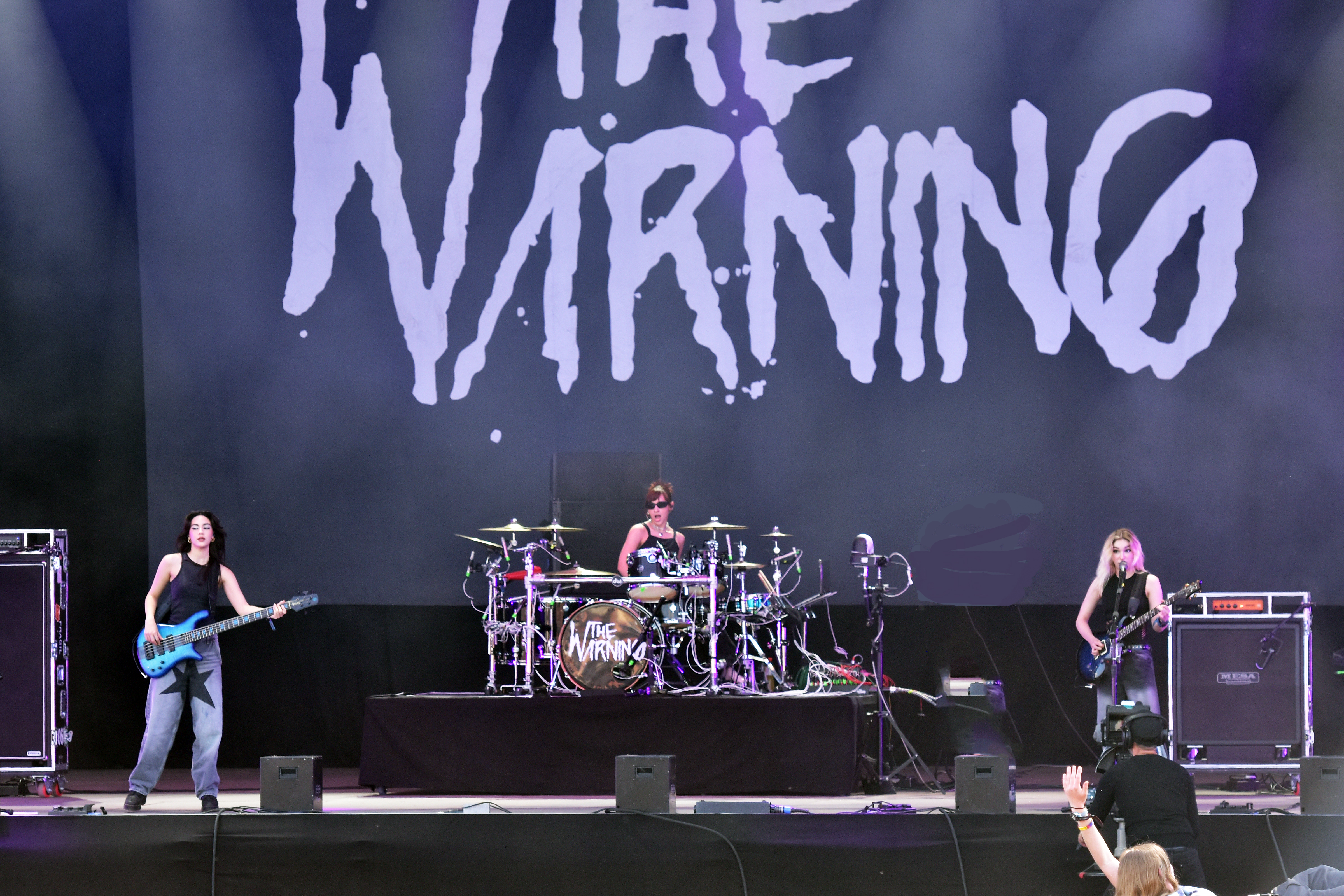
The Warning на Wacken Open Air в 2024.

Летом группа отправилась в очередной европейский тур со своим новым альбомом, за которым последовали выступления в Северной Америке.
В ноябре 2024 года The Warning выступила на церемониях MTV Europe Music Awards и Latin GRAMMY Awards.

## Участники группы
- Даниэла «Дэни» Вильярреаль Велез (родилась 30 января 2000) — гитара, акустическая гитара, ведущий вокал и бэк-вокал, фортепиано (2013 — настоящее время)
- Паулина «Пау» Вильярреаль Велез (родилась 5 февраля 2002) — ударные, перкуссия, ведущий и бэк-вокал, фортепиано (2013 — настоящее время)
- Алехандра «Але» Вильярреаль Велез (родилась 13 декабря 2004) — бас-гитара, бэк-вокал, фортепиано (2013 — настоящее время)

## Дискография
Студийные альбомы
- XXI Century Blood (2017)
- Queen of the Murder Scene (2018)
- Error (2022)
- Keep Me Fed (2024)

Мини-альбомы
- Escape the Mind (2015)
- Mayday (2021)

Синглы
- «Narcisista» (2019)
- «Choke» (2021)
- «Evolve» (2021)
- «Enter Sandman» (with Alessia Cara) (2021)
- «Martirio» (2021)
- «Disciple» (2021)
- «Money» (2022)
- «Choke» (featuring Grandson and Zero 9:36) (2022)
- «More» (2023)